# Pin Art
Pour les articles homonymes, voir Pin, ART et Pinscreen.
Le Pin Art, appelé aussi Pinscreen ou sculpture 3D en clous, est un jouet breveté en 1987 par Ward Fleming. Il est constitué notamment de deux surfaces planes rectangulaires, elles-mêmes percées de milliers de trous et où sont insérés des clous émoussés ; le tout est maintenu par un morceau de plexiglas. En appuyant d'une certaine façon les clous sur un côté, on obtient un relief tridimensionnel de même forme de l'autre côté.

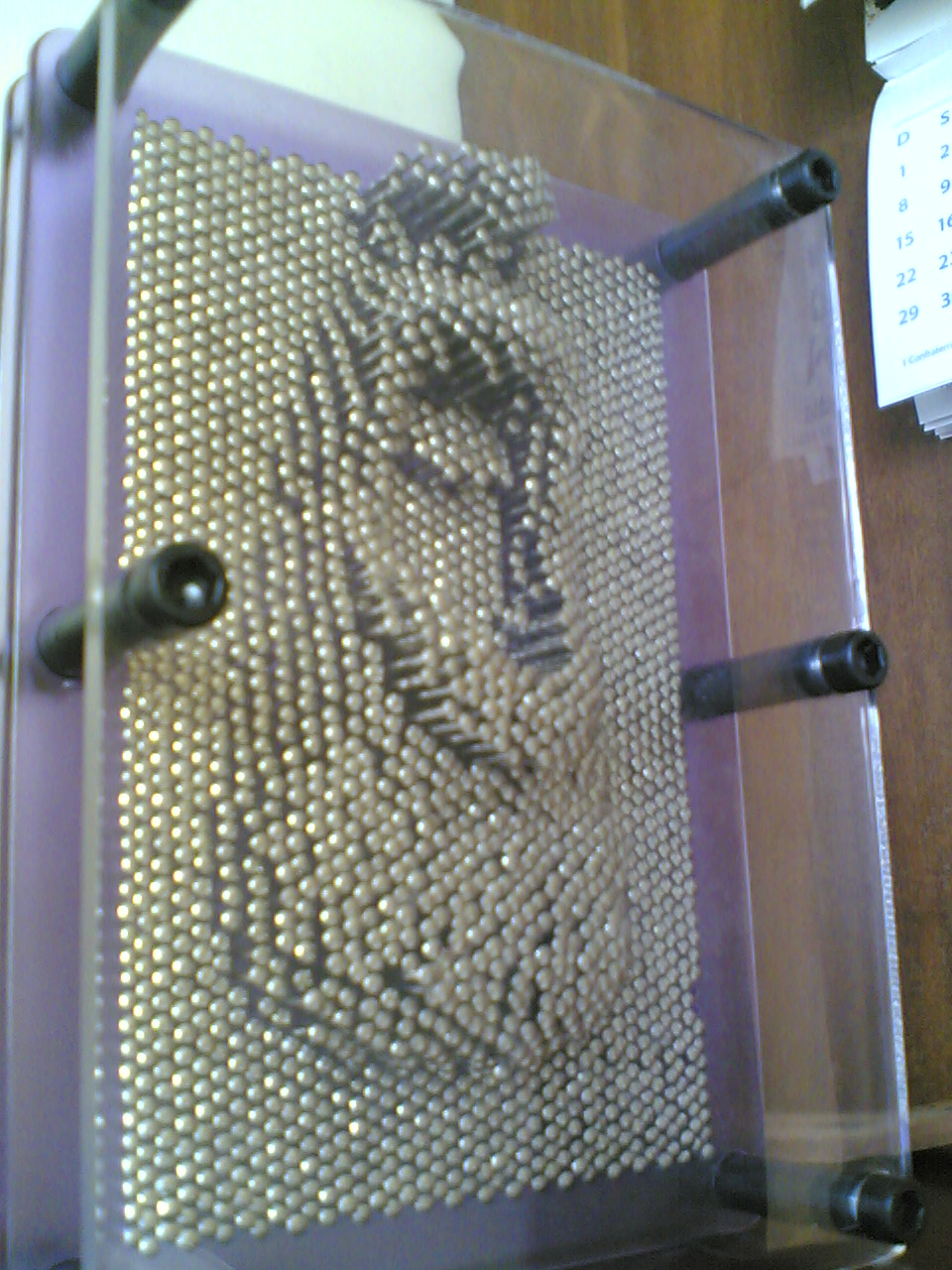
Un Pin Art de taille standard, avec en relief la moitié inférieure d'un visage.
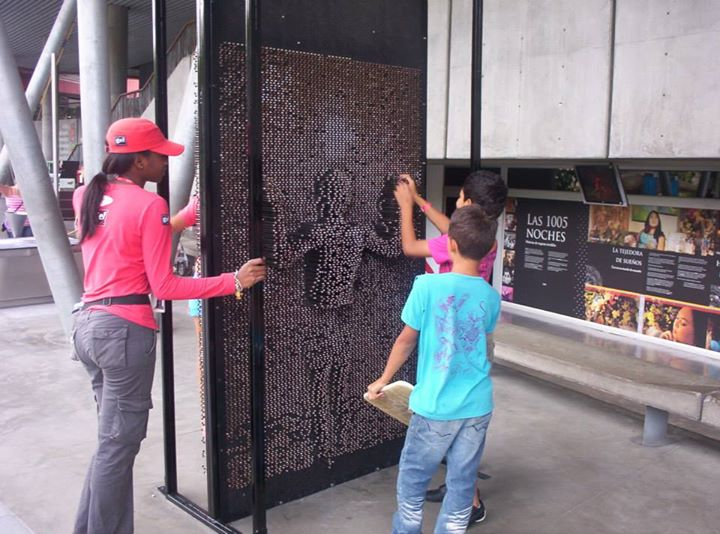
Un Pin Art grandeur nature à l'entrée du Parque Explora (en) (Colombie), où un enfant derrière pousse les clous.

## Référence
1. ↑  (en) Andrew Lloyd, « 10 best retro gadgets to buy in 2021 », sur Science Focus (en), 28 octobre 2021 (consulté le 2 novembre 2021).